# Suthora
Suthora — рід горобцеподібних птахів родини суторових (Paradoxornithidae). Представники цього роду мешкають в Гімалаях і Південно-Східній Азії. Раніше їх відносили до роду Сутора (Paradoxornis). однак за результатами молекулярно-генетичного дослідження вони були переведені до відновленого роду Psittiparus.

## Види
Виділяють три види:
- Сутора бамбукова (Suthora fulvifrons)
- Сутора сірощока (Suthora nipalensis)
- Сутора золотиста (Suthora verreauxi)

## Етимологія
Наукова назва роду Suthora походить від непальської назви сірощокої сутори (Suthora nipalensis).